# Венерина мухоловка
 Вене́рина мухоло́вка (Dionaea muscipula) — вид хижих рослин з монотипного роду діонея родини росичкові (Droseraceae). Відома своєю здатністю ловити та перетравлювати комах або інших дрібних тварин за допомогою двостулкової пастки з видозміненого листя. В природі поширена в болотах східного узбережжя Північної Америки. Вирощується як декоративна кімнатна рослина.

## Назва
Наукова назва виду Muscipula перекладається з латини як «мишоловка» та «мухоловка» (ці слова є омонімами). Назва роду Dionaea походить від імені богині Діони, матері богині любові Венери у римській міфології. Англійську назву англ. Venus flytrap вид отримав на честь Венери — римської богині любові. Автором англійської та латинської назв є англійський натураліст Джон Елліс. Українська назва є перекладом англійської.

## Біологічний опис
Зростає в болотистих областях східного узбережжя Сполучених Штатів Америки, але останнім часом її стали розводити і продавати як кімнатну рослину.
Венерина мухоловка — невелика трав'яниста рослина з розеткою з 4-7 листків, які ростуть з короткого підземного стебла. Стебло — цибулеподібне, листя розміром від трьох до семи сантиметрів, залежно від пори року, листи-пастки зазвичай формуються після цвітіння. Ці пастки утворені двома листками, що мають по краях довгі зубці. На внутрішньому боці кожного листка є по 3 чутливих волоски. Зазвичай рослина зелена, але на яскравому світлі листя може червоніти. Листя відмирає кожні кілька місяців і замінюється новим.
Росте в ґрунтах з недостатньою кількістю азоту, тобто болотах. Недостатність азоту стала причиною появи пасток: комахи є його джерелом, адже азот потрібен для синтезу білків. Венерина мухоловка належить до нечисленної групи рослин, здатних до швидких рухів. Її пастка за нормальних умов закривається за пів секунди. У природі харчується комахами та павуками, іноді можуть потрапляти молюски (слимаки). Вона приваблює комах червоним кольором внутрішнього боку пасток і солодкуватим ароматом.
Це багаторічна рослина, що цвіте через рік. Тривалість життя може перевищувати 20 років.

### Механізм закривання пастки
Механізм закривання листків залежить від складної взаємодії між його еластичністю, тургором та ростом. У відкритому стані частини листка відігнута назовні, в закритому — всередину, формуючи порожнину, вихід з якої закрито волосками. При стимуляції цих волосків або шипів, окремі клітини у зовнішніх шарах лопатей пастки та середньої жилки швидко переміщують 1H+ (іони водню) у свої клітинні стінки, знижуючи pH та розпушуючи позаклітинні компоненти, що дозволяє їм швидко набухати шляхом осмосу, таким чином видовжуючись та змінюючи форму пастки. Як варіант, клітини у внутрішніх шарах лопатей і середньої жилки можуть швидко виділяти інші іони, дозволяючи воді слідувати за ними шляхом осмосу, а клітинам руйнуватися й розбухати. Обидва ці механізми можуть відігравати певну роль і мають деякі експериментальні докази на їх підтвердження.
Якщо здобич не змогла звільнитися, вона продовжує стимулювати внутрішню поверхню лопатей листка, викликаючи ріст клітин. Зрештою, краї листків змикаються, повністю закриваючи пастку та формуючи «шлунок», в якому відбувається процес перетравлення. Травлення каталізується ферментами, які секретуються залозами в лопатях. Цей процес займає приблизно 10 днів, після чого від здобичі залишається тільки порожня хітинова оболонка. Після цього пастка відкривається і готова до нової жертви. За час життя пастки в неї в середньому потрапляє 3-4 комахи.

## Вирощування
Венерина мухоловка доволі вибаглива рослина, тому її вирощування в кімнатних умовах потребує ретельного догляду. Їй потрібно багато прямого сонячного світла принаймні 6 годин щодня. Замінити його може лампа. Цю рослину потрібно тримати в субстраті, схожому на її рідне водно-болотне середовище, завжди вологому. Венерину мухоловку слід підливати, додаючи воду в піддон горщика. Для цього необхідна дистильована чи дощова вода. Звичайна водопровідна чи бутильована містить забагато розчиненої солі. Крім того може знадобитися обприскування. Небажано ставити венерину мухоловку в місцях, де активний рух повітря, та біля обігрівальних приладів. Нормальної кімнатної температури від 18 до 24°C достатньо для її росту. Венерина мухоловка швидко росте, але її не рекомендується пересаджувати в перші 2 роки. Взимку ріст і полювання рослини припиняються. Її потрібно підливати, але слід перестати годувати й поставити у затінене місце з температурою на 4-5 °C меншою.
Рослина пристосована жити в бідному на азот ґрунті. Тому ґрунт у горщику не можна удобрювати. Годувати венерину мухоловку слід комахами, але не шматочками м'яса. Найкраще забезпечити, щоб рослина могла самостійно ловити комах. Допускається годувати її черв'яками, мотилем. Пастка рослини може залишатися закритою від кількох днів до кількох тижнів, поки вона перетравлює свою їжу. Годувати кожну пастку не обов'язково, достатньо, щоб 1-2 мали всередині здобич.
Дорослі мухоловки на початку весни цвітуть. Стебло з квітами можна обрізати, бо цвітіння забирає багато енергії у рослини та може зменшити кількість листя.

## Охорона
Венерина мухоловка внесена до міжнародного списку видів, що перебувають під загрозою зникнення. У 2016 році також було подано петицію про її внесення до федерального списку видів США, що перебувають під загрозою зникнення. Наступного року Служба рибних ресурсів і дикої природи США (USFWS) ініціювала перегляд статусу виду.
У першу чергу, венериним мухоловкам загрожує пряме руйнування їхнього природного середовища життя, та гасіння природних пожеж, які сприяють появі відкритих, добре освітлених сонцем ділянок. Суттєвої шкоди завдає також збір мухоловок для продажу як екзотичних рослин.

## Галерея

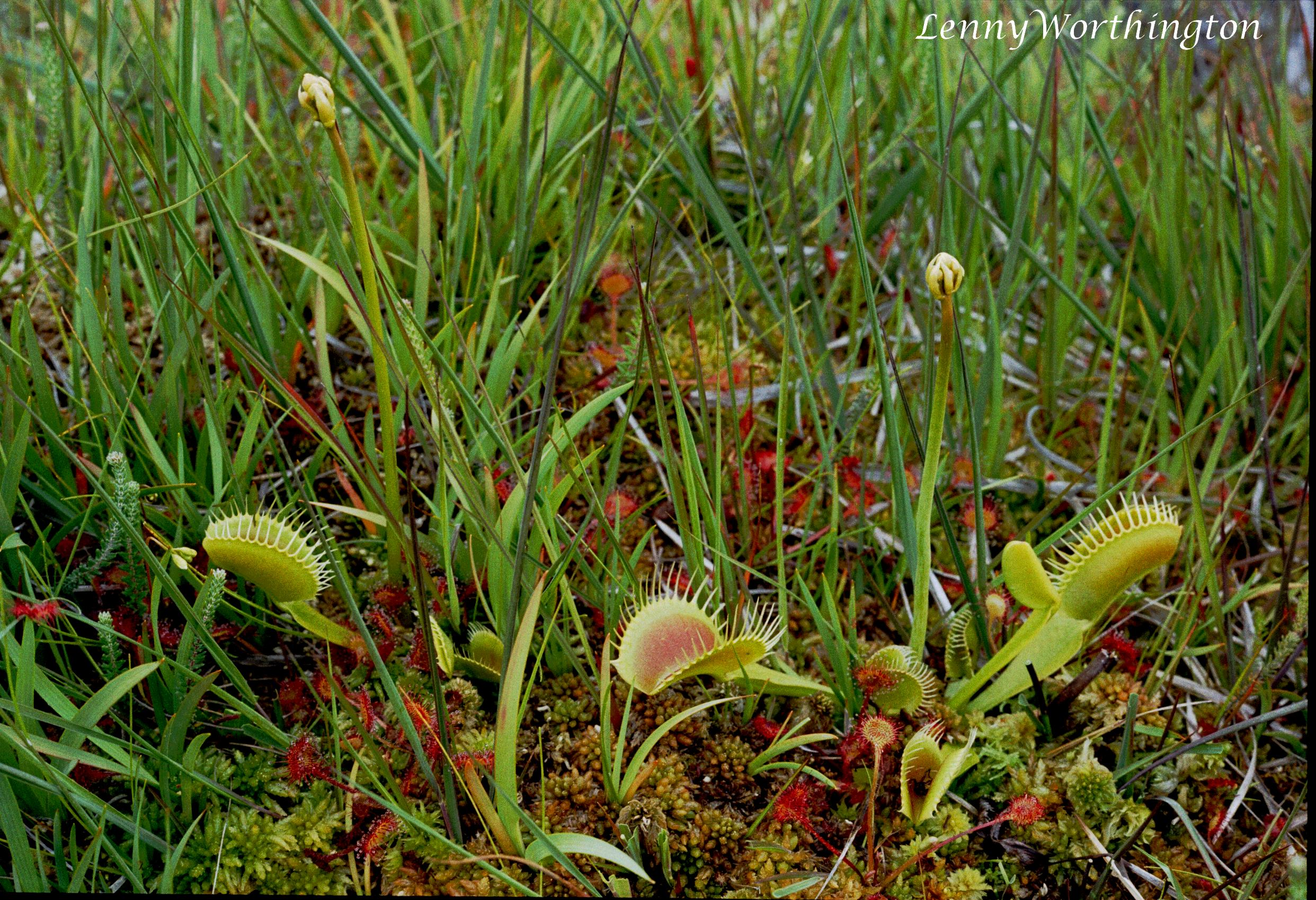
У природному середовищі
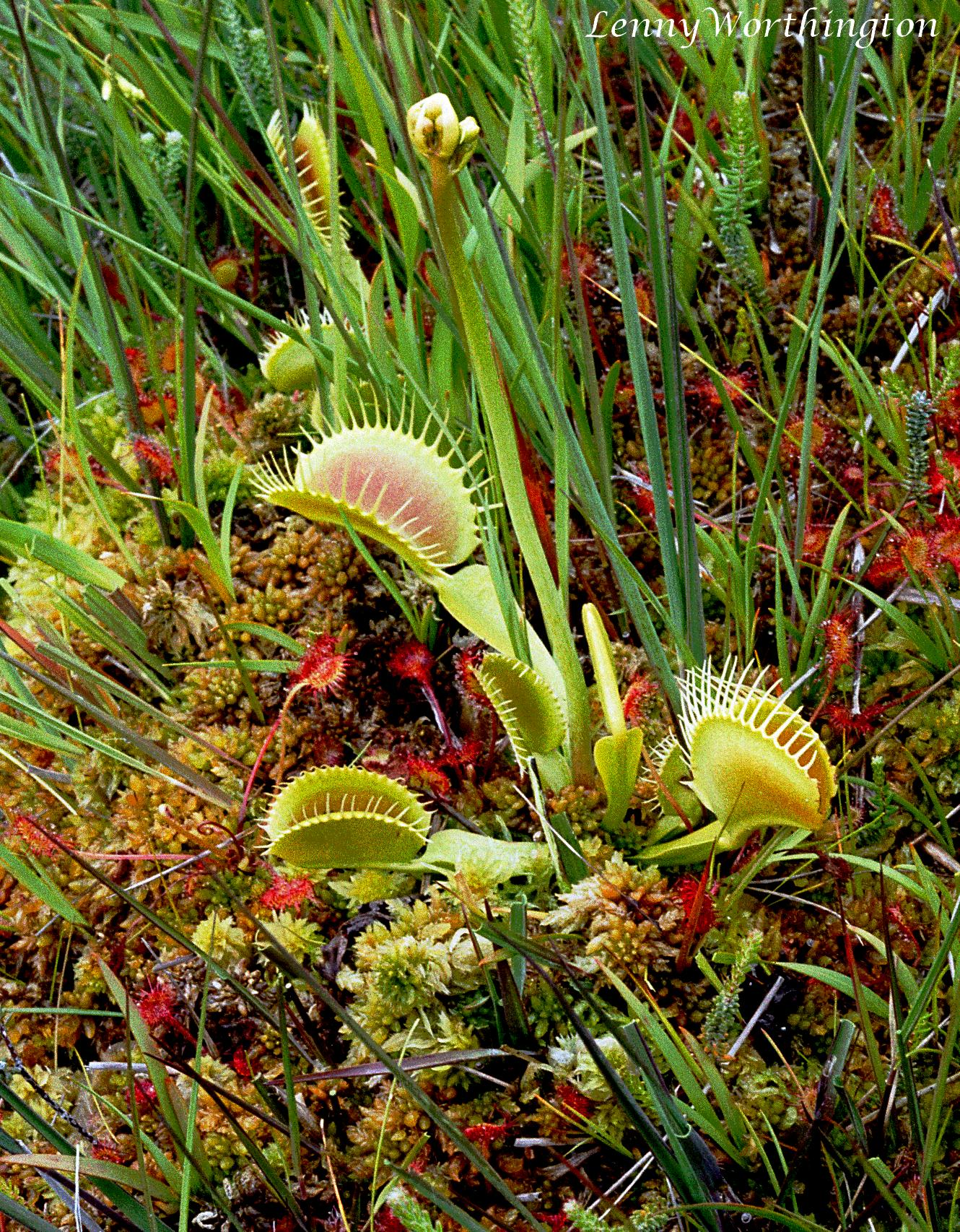
У природному середовищі
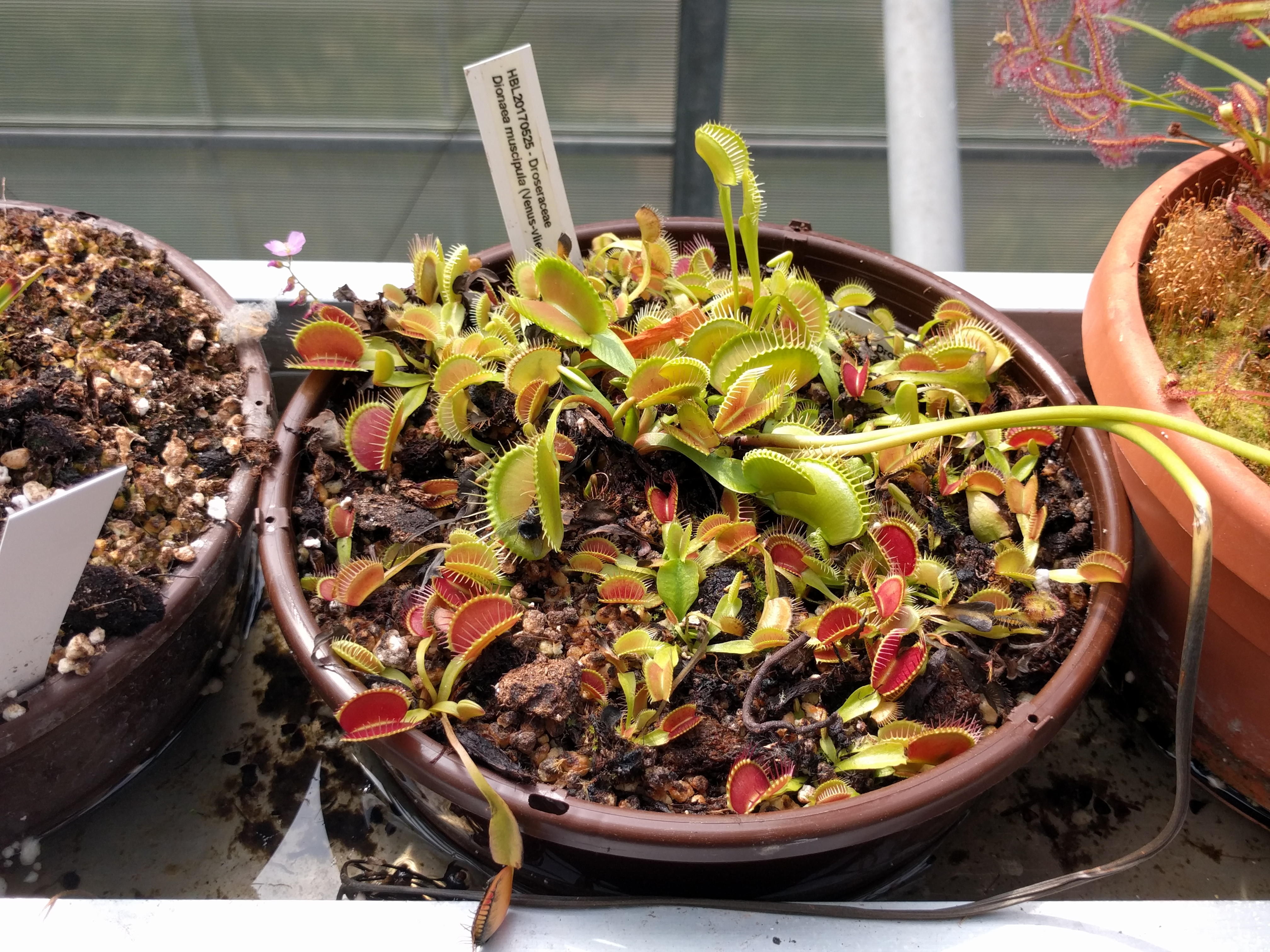
У горщику
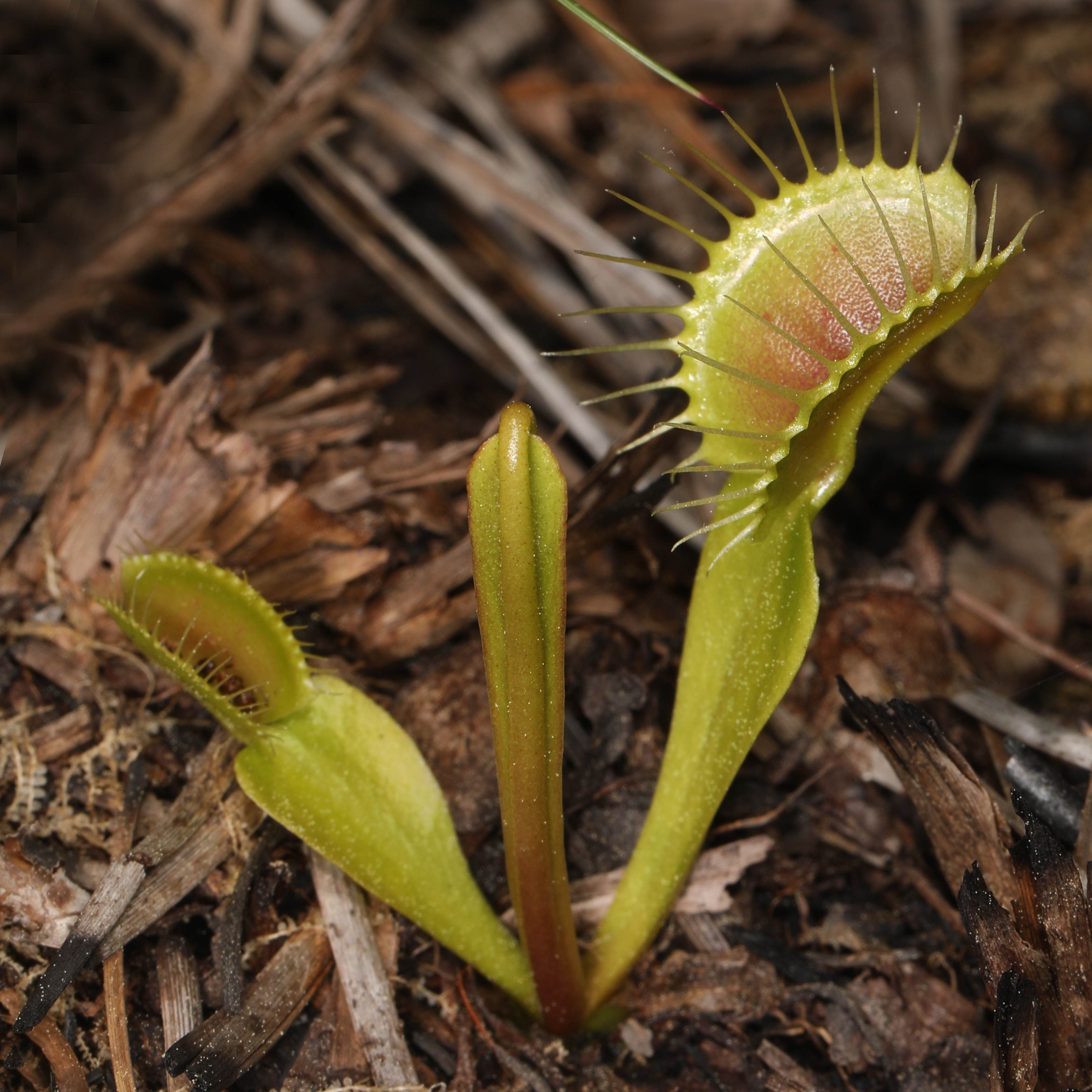
Пастки на стеблах
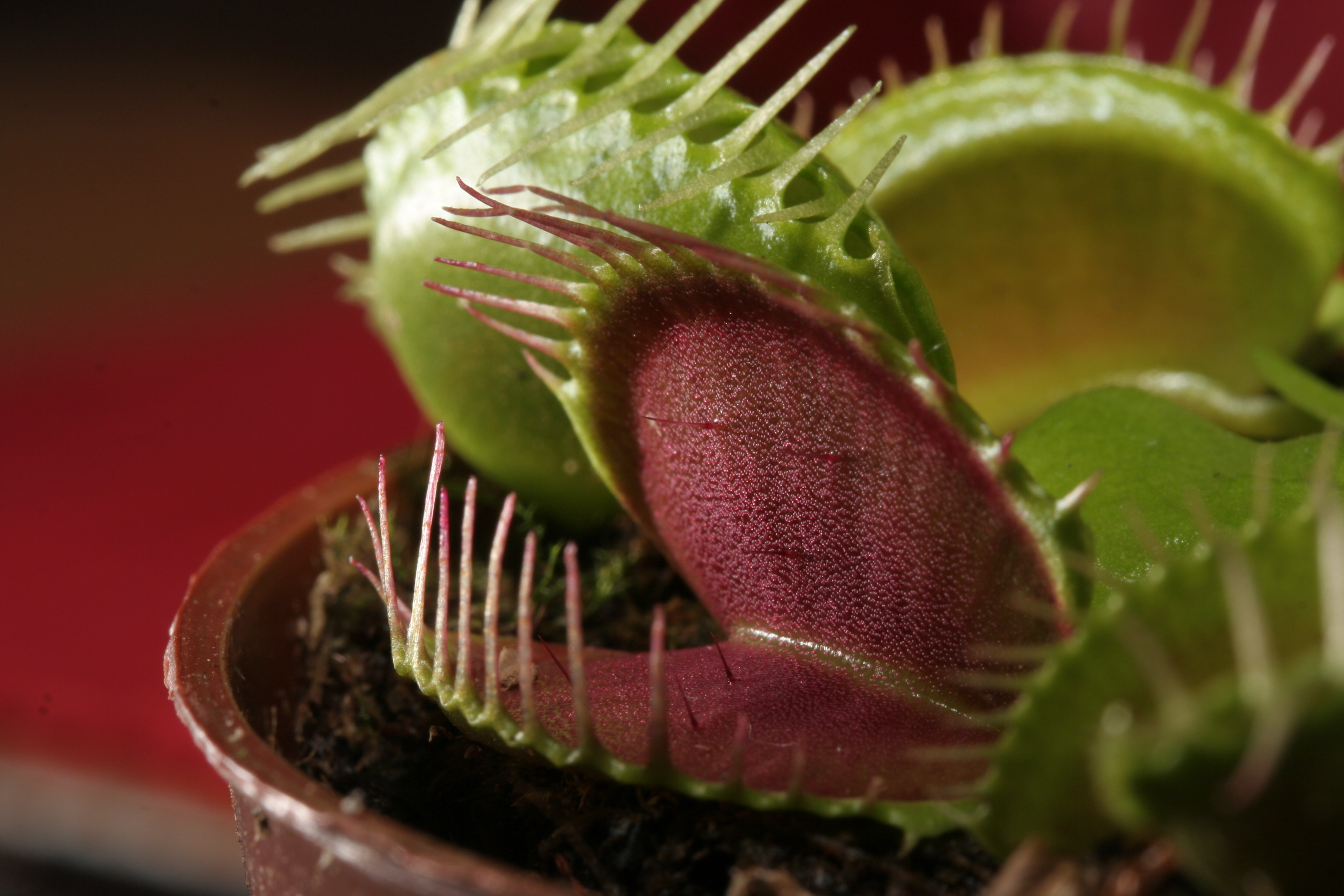
Пастки зблизька
Анімація закривання пастки
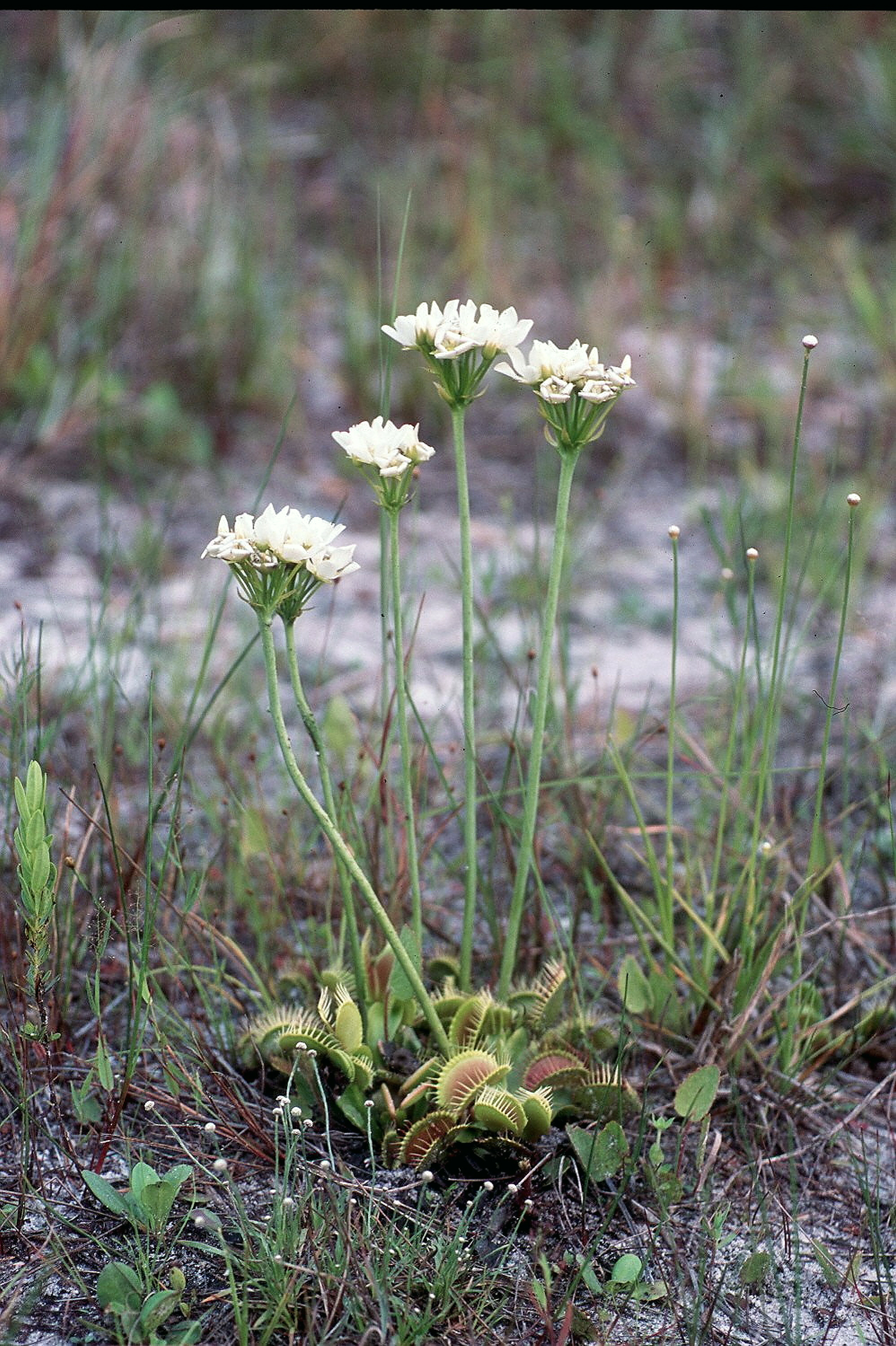
Квітуча венерина мухоловка
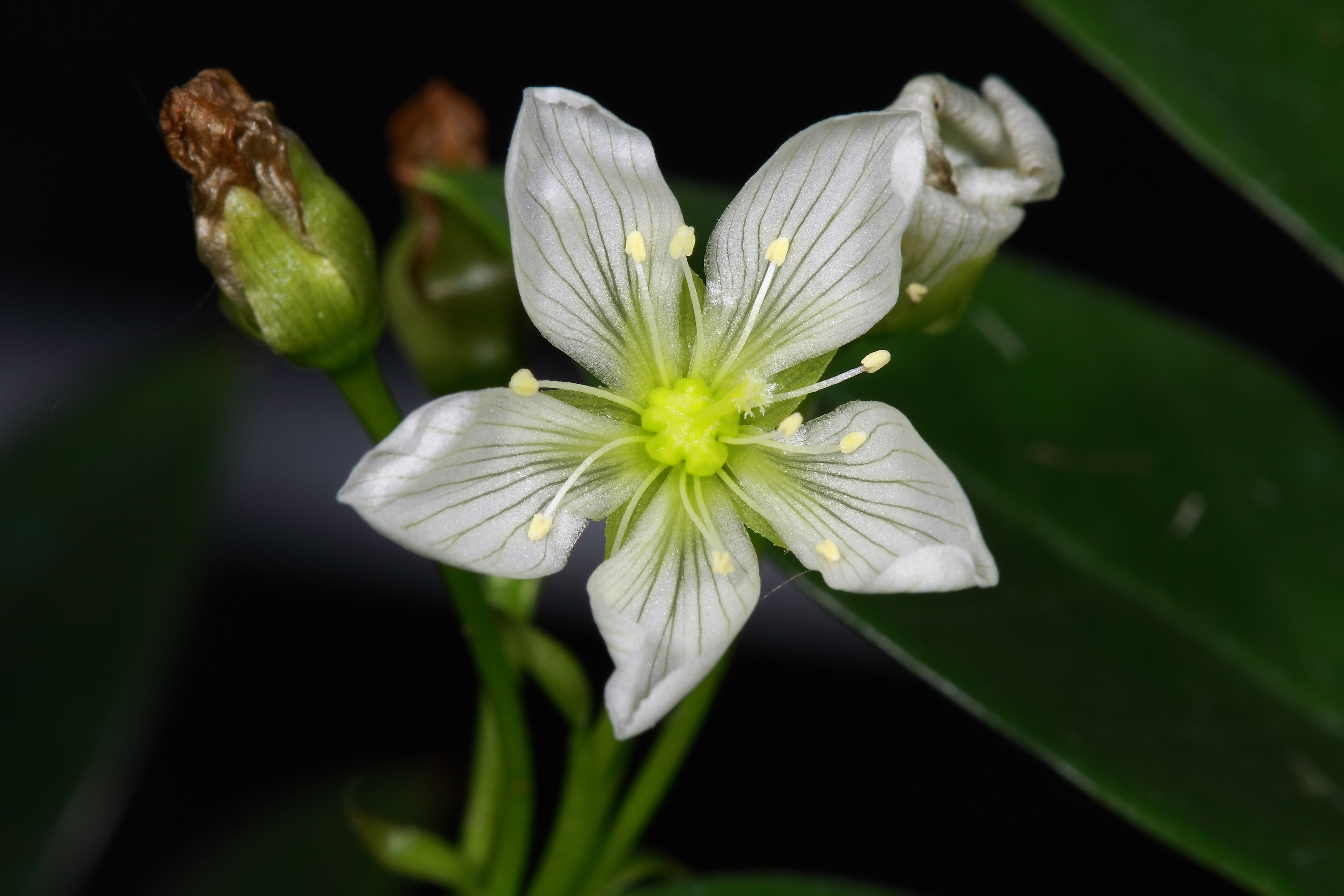
Квітка
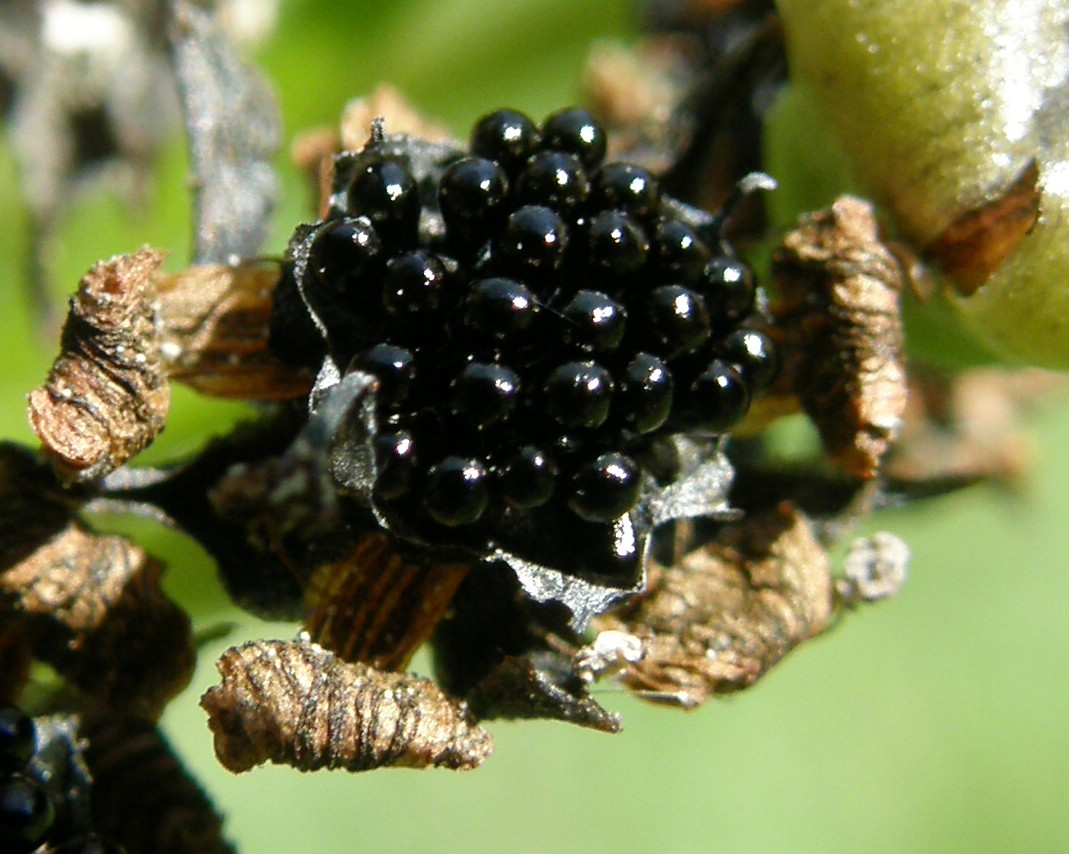
Плоди